# أراوغو
أراوغو هو لاعب كرة قدم برازيلي في مركز الهجوم، ولد في 7 سبتمبر 1998 في São José do Jacuípe ‏ في البرازيل. لعب مع لوكوموتيفا كوشيتسه ‏.

## وصلات خارجية
- أراوغو على موقع اتحاد أوكرانيا (الإنجليزية)
- أراوغو على موقع قاعدة بيانات كرة القدم.إي يو (الإنجليزية)
- أراوغو على موقع Soccerway.com (الإنجليزية)